# Resolution 1740 des UN-Sicherheitsrates
Die Resolution 1740 des UN-Sicherheitsrates ist eine Resolution zur Situation in Nepal, die der Sicherheitsrat der Vereinten Nationen am 10. Januar 2007 auf seiner 5617. Sitzung einstimmig angenommen hat.
Mit seiner Entscheidung gründete der Sicherheitsrat eine politische Mission, um den Waffenstillstand in Nepal zu überwachen und bei der Vorbereitung von demokratischen Wahlen zu helfen.
Das Gremium begrüßte den zwischen der nepalesischen Regierung und der maoistischen Kommunistischen Partei Nepals am 21. November 2006 unterzeichneten Waffenstillstand, und handelte, um dem Wunsch beider Seiten entsprechend bei der Umsetzung des Abkommens zu helfen.
Der Sicherheitsrat legte bei seiner Entscheidung die Berichte des UN-Generalsekretär vom 22. November 2006 (Dokument S/2006/920) und vom 9. Januar 2007 (Dokument S/2007/7) zugrunde und entschied dementsprechend, dass das Mandat von UNMIN darin besteht,
- den Waffenstillstand zu überwachen;
- beiden Seiten bei der Umsetzung ihrer Vereinbarung hinsichtlich von Waffen und Freischärlern zu helfen;
- bei der Planung, Vorbereitung und Organisation von Wahlen zu einer konstituierenden Versammlung zu assistieren; sowie
- Wahlbeobachter und technische Hilfe zu stellen.

Das Mandat von United Nations Political Mission in Nepal (UNMIN) war auf ein Jahr befristet, wird aber dem Wunsch der nepalesischen Regierung entsprechend die Mission zeitlich verkürzen oder verlängern. Der politischen Mission steht ein Sonderabgesandter des UN-Generalsekretärs vor, der auch die Arbeit anderer Organisationen der Vereinten Nationen koordiniert. Von den Nepalesen wurde verlangt, Sicherheit und uneingeschränkte Bewegungsmöglichkeit des UN-Personals sicherzustellen. Nach den Vorstellungen des Generalsekretärs soll die Mission aus 35 Beobachtern und 25 Personen für die Vorbereitung der Wahlen bestehen.

## Vorgeschichte
In Nepal kam es 1996 zu einem Aufstand der Kommunistischen Partei Nepals und es wird geschätzt, dass infolge der militärischen Auseinandersetzung 1000 bis 5000 Nepalesen verschwunden sind und zehntausende flüchten mussten. Sexuelle Übergriffe waren – so wird behauptet – an der Tagesordnung. Zumindest auf maoistischer Seite wurden Minderjährige – sowohl Burschen als auch Mädchen – in den Kämpfen eingesetzt, und von beiden Seiten Minderjährige als Informanten, Kundschafter, Boten und in anderen Funktionen verwendet. Die maoistischen Truppen bestanden bis zu vierzig Prozent aus weiblichen Kämpferinnen. Ein erster Waffenstillstand war 2001 gescheitert, ein zweiter scheiterte im August 2003. Am ersten Februar 2005 hatte der nepalesische König Gyanendra die von ihm ernannte Regierung entlassen und damit einen Zusammenbruch des Staates verhindert. Im November 2005 unterzeichneten die sieben Parlamentsparteien und die Kommunistische Partei ein gemeinsames Papier, das die autokratische Herrschaft des Königs beenden sollte, doch erst Massenproteste im April 2006 beendeten die Direktherrschaft des Königs und führten dann zu einem Waffenstillstand. Damit wurde der Weg für direkte Verhandlungen zwischen den Parlamentsparteien und den Maoisten frei. Mit der Unterzeichnung des Abkommens am 21. November 2006 wurde der Kriegszustand als beendet erklärt und die Vorbereitung von Wahlen zu einer konstituierenden Versammlung vereinbart. Nach Schätzungen der Vereinten Nationen waren während des Konfliktes etwa 13.000 Nepalesen getötet worden.